# ابو نخله
ابو نخله یک منطقهٔ مسکونی در قطر است که در شهرداری الشحانیه واقع شده‌است.